# Championnats de Belgique d'athlétisme en salle 2022
Les Championnats de Belgique d'athlétisme en salle 2022 toutes catégories se déroulent le samedi 26 février, au Complexe sportif de Blocry de Louvain-la-Neuve.

## Résultats courses

### 60 m
| Rang               | athlète            | Prestation |
| ------------------ | ------------------ | ---------- |
| Médaille d'or      | Ward Merckx        | 6,71 s     |
| Médaille d'argent  | Guelord Kola Biasu | 6,85 s     |
| Médaille de bronze | Rendel Vermeulen   | 6,88 s     |

| Rang               | athlète      | Prestation |
| ------------------ | ------------ | ---------- |
| Médaille d'or      | Rani Rosius  | 7,35 s     |
| Médaille d'argent  | Elise Mehuys | 7,40 s     |
| Médaille de bronze | Rani Vincke  | 7,48 s     |

### 200 m
| Rang               | athlète          | Prestation |
| ------------------ | ---------------- | ---------- |
| Médaille d'or      | Jordan Paquot    | 21,39 s    |
| Médaille d'argent  | Amine Kasmi      | 21,51 s    |
| Médaille de bronze | Rendel Vermeulen | 21,58 s    |

| Rang               | athlète                  | Prestation |
| ------------------ | ------------------------ | ---------- |
| Médaille d'or      | Imke Vervaet             | 23,47 s    |
| Médaille d'argent  | Alizée Morency Poilvache | 24,21 s    |
| Médaille de bronze | Justine Goossens         | 24,38 s    |

### 400 m
| Rang               | athlète        | Prestation |
| ------------------ | -------------- | ---------- |
| Médaille d'or      | Jonas De Smet  | 48 s 37    |
| Médaille d'argent  | Simon Mengal   | 48 s 89    |
| Médaille de bronze | Maarten Heylen | 49 s 9     |

| Rang               | athlète              | Prestation |
| ------------------ | -------------------- | ---------- |
| Médaille d'or      | Naomi Van Den Broeck | 53 s 11    |
| Médaille d'argent  | Hanne Claes          | 53 s 27    |
| Médaille de bronze | Nina Hespel          | 54 s 23    |

### 800 m
| Rang               | athlète           | Prestation    |
| ------------------ | ----------------- | ------------- |
| Médaille d'or      | Eliott Crestan    | 1 min 46 s 11 |
| Médaille d'argent  | Aurèle Vandeputte | 1 min 46 s 49 |
| Médaille de bronze | Tibo De Smet      | 1 min 46 s 80 |

| Rang               | athlète         | Prestation   |
| ------------------ | --------------- | ------------ |
| Médaille d'or      | Vanessa Scaunet | 2 min 6 s 92 |
| Médaille d'argent  | Camille Muls    | 2 min 8 s 57 |
| Médaille de bronze | Elena Kluskens  | 2 min 8 s 91 |

### 1 500 m
| Rang               | athlète         | Prestation    |
| ------------------ | --------------- | ------------- |
| Médaille d'or      | Ruben Verheyden | 3 min 43 s 0  |
| Médaille d'argent  | Valere Hustin   | 3 min 45 s 9  |
| Médaille de bronze | Ward Leunckens  | 3 min 47 s 83 |

| Rang               | athlète          | Prestation    |
| ------------------ | ---------------- | ------------- |
| Médaille d'or      | Jenna Wyns       | 4 min 23 s 34 |
| Médaille d'argent  | Lore Quatacker   | 4 min 26 s 30 |
| Médaille de bronze | Mathilde Deswaef | 4 min 32 s 06 |

### 3 000 m
| Rang               | athlète         | Prestation    |
| ------------------ | --------------- | ------------- |
| Médaille d'or      | Isaac Kimeli    | 7 min 46 s 62 |
| Médaille d'argent  | Michael Somers  | 7 min 48 s 72 |
| Médaille de bronze | Simon Debognies | 7 min 50 s 53 |

### 5 000 m marche/3 000 m marche
| Rang               | athlète         | Prestation     |
| ------------------ | --------------- | -------------- |
| Médaille d'or      | Olivier Colette | 26 min 39 s 84 |
| Médaille d'argent  | Peter Van Hove  | 26 min 49 s 83 |
| Médaille de bronze | Jasper Van Hove | 29 min 17 s 14 |

| Rang               | athlète         | Prestation     |
| ------------------ | --------------- | -------------- |
| Médaille d'or      | Liesbet De Smet | 17 min 35 s 11 |
| Médaille d'argent  | Myriam Nicolas  | 17 min 39 s 75 |
| Médaille de bronze | Muriel Oger     | 21 min 31 s 53 |

## Résultats obstacles

### 60 m haies
| Rang               | athlète          | Prestation |
| ------------------ | ---------------- | ---------- |
| Médaille d'or      | François Grailet | 7 s 73     |
| Médaille d'argent  | Senne Segers     | 8 s 12     |
| Médaille de bronze | Robin Van Damme  | 8 s 15     |

| Rang               | athlète         | Prestation |
| ------------------ | --------------- | ---------- |
| Médaille d'or      | Anne Zagré      | 8 s 17     |
| Médaille d'argent  | Noor Vidts      | 8 s 24     |
| Médaille de bronze | Victoria Rausch | 8 s 25     |

## Résultats sauts

### Saut en longueur
| Rang               | athlète             | Prestation |
| ------------------ | ------------------- | ---------- |
| Médaille d'or      | Jente Hauttekeete   | 7,27 m     |
| Médaille d'argent  | Thomas Van der Poel | 7,13 m     |
| Médaille de bronze | Kwinten Torfs       | 6,82 m     |

| Rang               | athlète           | Prestation |
| ------------------ | ----------------- | ---------- |
| Médaille d'or      | Hanne Maudens     | 6,15 m     |
| Médaille d'argent  | Sennah Vanhoeijen | 5,91 m     |
| Médaille de bronze | Ilona Masson      | 5,87 m     |

### Triple saut
| Rang               | athlète         | Prestation |
| ------------------ | --------------- | ---------- |
| Médaille d'or      | Bjorn De Decker | 15,06 m    |
| Médaille d'argent  | Gregory Geerts  | 14,63 m    |
| Médaille de bronze | Pierrick Renard | 13,77 m    |

| Rang               | athlète        | Prestation |
| ------------------ | -------------- | ---------- |
| Médaille d'or      | Ilona Masson   | 12,91 m    |
| Médaille d'argent  | Saliyya Guisse | 12,79 m    |
| Médaille de bronze | Elsa Loureiro  | 12,64 m    |

### Saut en hauteur
| Rang               | athlète       | Prestation |
| ------------------ | ------------- | ---------- |
| Médaille d'or      | Thomas Carmoy | 2,19 m     |
| Médaille d'argent  | Lars Van Looy | 2,17 m     |
| Médaille de bronze | Bram Ghuys    | 2,15 m     |

| Rang               | athlète            | Prestation |
| ------------------ | ------------------ | ---------- |
| Médaille d'or      | Yorunn Ligneel     | 1,79 m     |
| Médaille d'argent  | Anne-Laure Hervers | 1,79 m     |
| Médaille de bronze | Marie De Troyer    | 1,68 m     |

### Saut à la perche
| Rang               | athlète         | Prestation |
| ------------------ | --------------- | ---------- |
| Médaille d'or      | Robin Bodart    | 5,10 m     |
| Médaille d'argent  | Loïc Joannes    | 4,90 m     |
| Médaille de bronze | Guillaume Gobin | 4,80 m     |

| Rang               | athlète                  | Prestation |
| ------------------ | ------------------------ | ---------- |
| Médaille d'or      | Chloe Henry              | 3,90 m     |
| Médaille d'argent  | Melanie Vissers          | 3,80 m     |
| Médaille de bronze | Dag-Ferene Van Cappellen | 3,60 m     |

## Résultats lancers

### Lancer du poids
| Rang               | athlète              | Prestation |
| ------------------ | -------------------- | ---------- |
| Médaille d'or      | Matthias Quintelier  | 18,92 m    |
| Médaille d'argent  | Andreas De Lathauwer | 16,84 m    |
| Médaille de bronze | Jarno Wagemans       | 15,63 m    |

| Rang               | athlète          | Prestation |
| ------------------ | ---------------- | ---------- |
| Médaille d'or      | Jolien Boumkwo   | 16,21 m    |
| Médaille d'argent  | Elena Defrère    | 14,99 m    |
| Médaille de bronze | Sietske Lenchant | 14,50 m    |